# Barranca Seca, Huautla de Jiménez
Barranca Seca är en ort i Mexiko.   Den ligger i kommunen Huautla de Jiménez och delstaten Oaxaca, i den sydöstra delen av landet, 280 km sydost om huvudstaden Mexico City. Barranca Seca ligger 1 212 meter över havet och antalet invånare är 505.
Terrängen runt Barranca Seca är kuperad åt sydost, men åt nordväst är den bergig. Runt Barranca Seca är det ganska tätbefolkat, med 120 invånare per kvadratkilometer. Närmaste större samhälle är Huautla de Jiménez, 13,7 km sydväst om Barranca Seca. I omgivningarna runt Barranca Seca växer i huvudsak städsegrön lövskog.